# Бахмацький район
Ба́хмацький райо́н — ліквідований район Чернігівської області України, з центром у місті Бахмач.

## Географія
Район межував з Борзнянським, Ічнянським, Коропським та Талалаївським районами Чернігівської області та Конотопським Сумської області.
Відстань до обласного центру залізницею 153 км, шосейними шляхами 145 км. Територія — 1487,73 км². Населення — 54,2 тис. чол. (станом на 01.01.2004 р.). Населених пунктів 81, в тому числі міст 2, селище міського типу 1, сіл 69, селищ 9.
Місцевих рад 24, в тому числі районна 1, міських 1, селищних 2, сільських 20.

### Клімат
Клімат помірно континентальний. Ґрунти чорноземи глибокі, малогумусні, лугові та лугочерноземні, темно-сірі підзолені і торфоболотні.
Корисні копалини (нерудні): суглинки, торф'яники.

## Історія
Початки Бахмаччини сягають долітописних часів, коли утворювалося могутнє Чернігівське князівство, кордони якого простягалися аж за Клязьму.
Як прикордонний, опорний пункт південного княжого краю постав і Бахмач. «Повесть временных лет» зазначає цей форпост під роком 1147. А поряд сторожові горди Глєбль, Дмитріїв, Білі Вежі. Озиваються до нас з сурем бойових, давньоруських назви сучасних ошатних сіл: Рубанка, Городище, Стрільники. З козацьких тулумбасів — Курені, Голінка, Фастівці.
Містечко Батурин на високій кручі Сейму упродовж 53 років було гетьманським осідком. Звідси керували сильною рукою Д. Многогрішний, І. Самойлович, І.Мазепа. Найкращі зодчі працювали над проектом величного палацу Кирила Розумовського. Останній навіки лишився в землі Бахмаччини: він похований у Батурині.
У кінці 1700 років на територію Бахмацького району переселяються німці. Так, у 1766 році було заснована німецька колонія Рундевізе (нім. Rundeweise) (нині це покинуте село Круглолугівка). Поселенці були лютеранами, вони переселилися з Гессена, а також із Саксонії, Ганновера і Прусії. Переселенці заснували кілька колоній, німців в них практично вже не лишилося, одне з найбільших сіл, де ще є населення — Зеленівка. Туди іноді приїжджають німці-нащадки тих селян, які тут колись жили.
З 1869 року Бахмаччину в 4 кінці перетнули дві потужні залізниці. Й непомітне сотенне містечко стає відомим залізничним центром.

### Зміни адміністративно-територіального устрою
- 04.01.1965 Указом Президії Верховної Ради Української РСР передано Івангородську сільраду Бахмацького району до складу Ічнянського району, Борзнянську селищну Раду і Великозагорівську, Височанську, Головеньківську, Кінашівську, Малозагорівську, Миколаївську, Новомлинівську, Носилівську, Обмачівську, Оленівську, Плисківську, Прачівську, Тростянську, Шаповалівську та Ядутинську сільради до новоутвореного Борзнянського району Чернігівської області, Коропську селищну раду і Атюшівську, Вільненську, Жовтневу, Карильську, Краснопільську, Пролетарську, Райгородоцьку, Риботинську та Червоненську сільради до новоутвореного Коропського району Чернігівської області.[2]
- 05.02.1965 Указом Президії Верховної Ради Української РСР передано Корінецьку сільраду Роменського району і Обмачівську Борзнянського району до складу Бахмацького району Чернігівської області, Петрівську сільраду до складу Борзнянського району Чернігівської області[3], а
- 1987 року з обліку зняте село Батуринське Тиницької сільської ради[4]
- 1989 року утворено Пальчиківську сільську раду із центром у селі Пальчики[5]
- 2009 року з обліку зняте село Круглолугівка Біловежівської сільської ради[6]
- 2013 року з обліку зняте село Кирпичне[7].
- 17 липня 2020 року район був ліквідований відповідно до Постанови Верховної Ради України «Про утворення та ліквідацію районів» № 807-IX[8].

## Економіка
У промисловості основні види продукції, яка випускається підприємствами району — масло, цільномолочна продукція, молококонсерви, м'ясні та ковбасні вироби, хлібобулочні вироби, освоєно випуск плугів до тракторів типу «Джон Дір»; у сільському господарстві — зерново-бурячний з розвинутим тваринництвом.

## Транспорт
Територією району проходять автошляхи E101М02 та E381.

## Населення
Розподіл населення за віком та статтю (2001)
| Стать | Всього | До 15 років | 15-24 | 25-44 | 45-64 | 65-85 | Понад 85 |
| --- | ------ | ----------- | ----- | ----- | ----- | ----- | -------- |
| Чоловіки | 24 901 | 4407        | 3112  | 7008  | 6622  | 3602  | 150      |
| Жінки | 30 914 | 4102        | 2910  | 6920  | 8127  | 8106  | 749      |
| \| Статево-вікова піраміда \| Статево-вікова піраміда \| Статево-вікова піраміда \| \| ----------------------- \| ----------------------- \| ----------------------- \| \| Чоловіки \| Вік \| Жінки \| \| 150 \| 85 + \| 749 \| \| 264 \| 80-84 \| 982 \| \| 821 \| 75-79 \| 2292 \| \| 1409 \| 70-74 \| 2829 \| \| 1108 \| 65-69 \| 2003 \| \| 1830 \| 60-64 \| 2737 \| \| 1044 \| 55-59 \| 1240 \| \| 1739 \| 50-54 \| 2009 \| \| 2009 \| 45-49 \| 2141 \| \| 1998 \| 40-44 \| 2062 \| \| 1697 \| 35-39 \| 1640 \| \| 1655 \| 30-34 \| 1567 \| \| 1658 \| 25-29 \| 1651 \| \| 1587 \| 20-24 \| 1526 \| \| 1525 \| 15-20 \| 1384 \| \| 1843 \| 10-14 \| 1761 \| \| 1497 \| 5-9 \| 1339 \| \| 1067 \| 0-4 \| 1002 \| |        |             |       |       |       |       |          |
| Статево-вікова піраміда |        |             |       |       |       |       |          |
| Чоловіки | Вік    | Жінки       |       |       |       |       |          |
| 150 | 85 +   | 749         |       |       |       |       |          |
| 264 | 80-84  | 982         |       |       |       |       |          |
| 821 | 75-79  | 2292        |       |       |       |       |          |
| 1409 | 70-74  | 2829        |       |       |       |       |          |
| 1108 | 65-69  | 2003        |       |       |       |       |          |
| 1830 | 60-64  | 2737        |       |       |       |       |          |
| 1044 | 55-59  | 1240        |       |       |       |       |          |
| 1739 | 50-54  | 2009        |       |       |       |       |          |
| 2009 | 45-49  | 2141        |       |       |       |       |          |
| 1998 | 40-44  | 2062        |       |       |       |       |          |
| 1697 | 35-39  | 1640        |       |       |       |       |          |
| 1655 | 30-34  | 1567        |       |       |       |       |          |
| 1658 | 25-29  | 1651        |       |       |       |       |          |
| 1587 | 20-24  | 1526        |       |       |       |       |          |
| 1525 | 15-20  | 1384        |       |       |       |       |          |
| 1843 | 10-14  | 1761        |       |       |       |       |          |
| 1497 | 5-9    | 1339        |       |       |       |       |          |
| 1067 | 0-4    | 1002        |       |       |       |       |          |

Національний склад населення за даними перепису 2001 року:
| Національність | Кількість осіб | Відсоток |
| -------------- | -------------- | -------- |
| українці       | 53997          | 96,73 %  |
| росіяни        | 1392           | 2,49 %   |
| білоруси       | 121            | 0,22 %   |
| цигани         | 97             | 0,17 %   |
| молдовани      | 53             | 0,09 %   |
| інші           | 160            | 0,29 %   |

Мовний склад населення за даними перепису 2001 року:
| Мова       | Кількість осіб | Відсоток |
| ---------- | -------------- | -------- |
| українська | 54197          | 97,09 %  |
| російська  | 1402           | 2,51 %   |
| циганська  | 86             | 0,15 %   |
| білоруська | 47             | 0,08 %   |
| молдовська | 23             | 0,04 %   |
| інші       | 65             | 0,12 %   |

## ЗМІ
З 17 березня 2006 року в Бахмачі виходить друком районна незалежна щотижнева газета «Порадник». Виходить один раз на тиждень, щоп'ятниці. Головний редактор — Олег Рубан. Наклад 4300 примірників. Передплатні індекси — 95531, 99265 (пільговий для пенсіонерів).

## Політика
25 травня 2014 року відбулися Президентські вибори України. У межах Бахмацького району було створено 46 виборчих дільниць. Явка на виборах складала — 63,09 % (проголосували 23 428 із 37 137 виборців). Найбільшу кількість голосів отримав Петро Порошенко — 38,54 % (9 030 виборців); Олег Ляшко — 25,16 % (5 894 виборців), Юлія Тимошенко — 21,97 % (5 147 виборців),  Анатолій Гриценко — 5,74 % (1 345 виборців). Решта кандидатів набрали меншу кількість голосів. Кількість недійсних або зіпсованих бюлетенів — 1,05 %.

## Персоналії
У с. Григорівці бував великий український поет та художник Тарас Шевченко. Поблизу с. Фастівців знаходився маєток відомого російського художника М. Ге, де він і похований разом з дружиною.
У с. Красне народився Пучківський Олександр Митрофанович (06.04.1881 — 14.12.1937) — засновник української школи отоларингології.
у с. Митченки народився і проживав відомий український бджоляр П. Прокопович, який у 1814 р. перший в світі запропонував напіврозбірний рамковий вулик і запровадив нову систему утримання бджіл.
Невеличке мальовниче село Матіївка над Сеймом дало шанувальникам української прози письменника Вілія Москальця.
У різні часи на Бахмаччині жили й працювали відомі українські письменники Бережний В. П., Кашка В. В., художник Яременко Г. Г., філософ Неволько Г. І.

## Історичні пам'ятки
Неподалік Батурина над присеймівськими луками височіє дзвіниця Батуринського Свято-Миколаївського Крупицького монастиря, історія заснування якого сягає домонгольських часів.
На території району налічується 75 пам'яток археології (поселення епохи бронзи, кургани), 81 — історії, 2 — монументального мистецтва.
В Батурині розташовані видатні пам'ятки архітектури: палац К. Розумовського (1799—1803 рр.), Воскресенська церква-усипальниця останнього українського гетьмана (1803 р.), будинок Кочубея (XVII—XIX ст.).
У с. Осіч знаходиться Батуринський Свято-Миколаївський Крупицький монастир (XVII—XIX ст.), Спасо—Преображенська трапезна церква (1803—1858 рр.).
Садиба та будинок зі скарбницею Кочубея (XVIII—XIX ст.) розташований у с. Тиниця. У цьому ж селі збереглася унікальна пам'ятка садово-паркового мистецтва — дендропарк.